# کامپکت کوچک

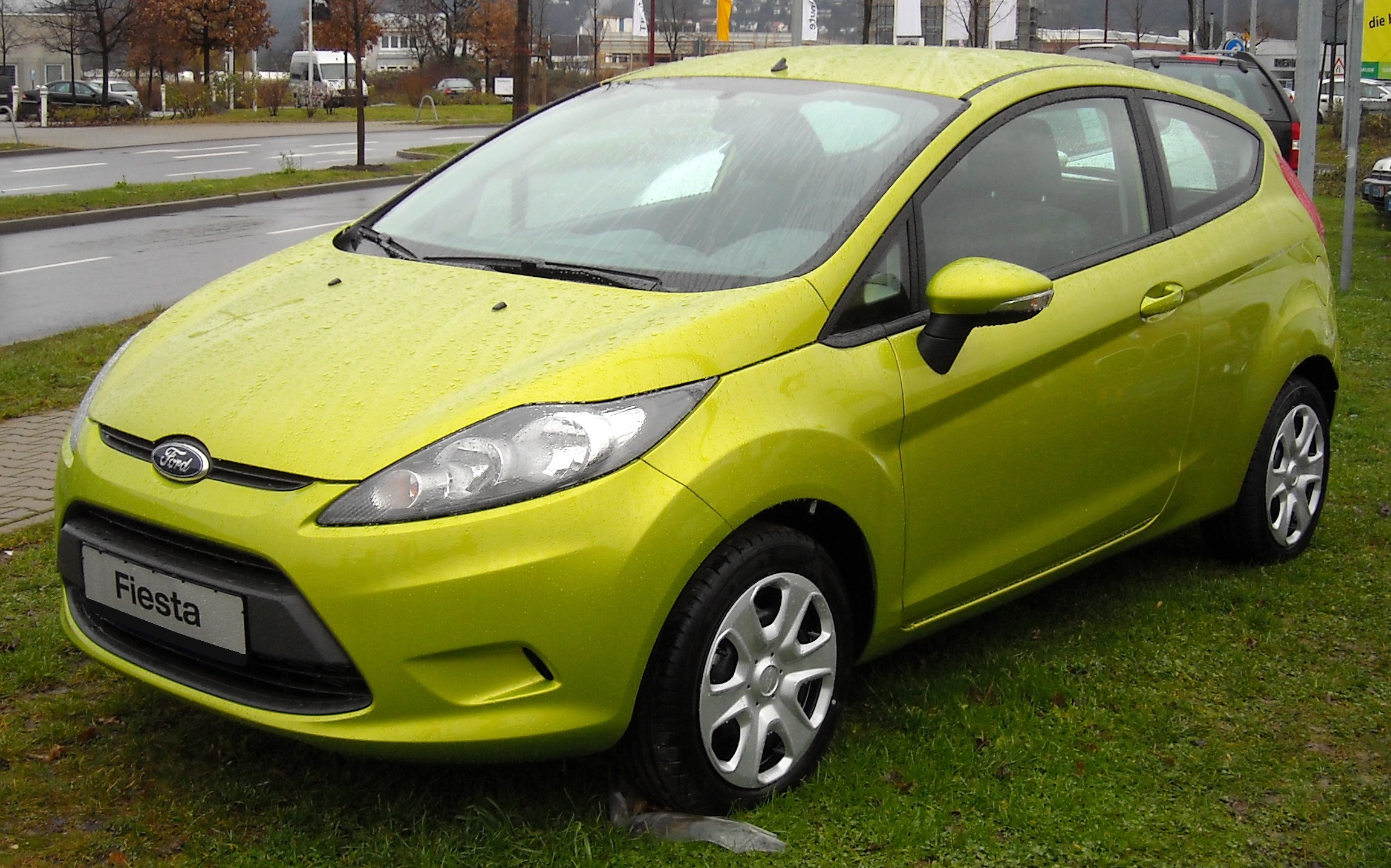
فورد فیستا نمونه‌ای از یک خودرو کامپکت کوچک

خودرو کامپکت کوچک (به انگلیسی: Subcompact car) اصطلاحی رایج در منطقهٔ آمریکای شمالی است و به خودروهایی گفته می‌شود که از یک خودرو کامپکت کوچکتر هستند. طول این خودروها معمولاً از ۴٫۲ متر فراتر نخواهد رفت. همچنین می‌توان کلاس‌بندی خودروها این خودرو را از طریق حجم داخلی آن مشخص کرد؛ به‌طوری‌که حجم داخلی این خودروها غالباً بین ۸۵ تا ۱۰۰ فوت مکعب برآورد می‌شود.
در اروپا و براساس استاندارد ان‌سی‌ای‌پی اروپا این کلاس از خودروها را سوپرمینی یا خودرو شهری می‌نامند. در ژاپن نیز این کلاس از خودروها را خودرو کی می‌نامند.